# Gustav Adolf Arndt
Gustav Adolf Arndt (Freienwalde in Pommern, ma Chociwel, Lengyelország, 1849. október 21. – Marburg, 1926. április 22.) német jogász, egyetemi tanár.

## Élete
Zsidó családból származott, középiskolai tanulmányait a berlini Köllnisches Gymnasium-ban végezte. Ezután a berlini és a Heidelbergi Egyetemeken jogot hallgatott. 1872-ben doktorált a berlini egyetemen. Rövid gyakorlat után az igazságügyben kezdett tevékenykedni, 1876-ban Essenben járásbíróvá nevezték ki. 1877-ben elhagyta az igazságügyi szolgálatot, s a bányaigazgatásban működött tovább. Az 1900-as évek elejéig a hallei bányaigazgatóság helyettes vezetője volt. 1879-ben habilitált a Hallei Egyetemen, ahol 1893-ban docenssé nevezték ki. 1900-ban a Königsbergi Egyetemen jogot tanított, 1904 és 1905 közt ugyanitt rektor is volt. 1912-ben vonult nyugdíjba. 1917 és 1919 közt alkotmányjogot és közigazgatási jogot tanított a Marburgi Egyetemen. 1919 decemberében az egyetem címzetes tanárává nevezték ki. 
Felesége Caroline Arndt (született: Zabeler) volt. Gyermekeik Adolf Arndt szociáldemokrata jogász (1904–1974) és Helmut Arndt közgazdász (1911–1997) voltak. 

## Válogatott munkái
- Zur Geschichte und Theorie des Bergregals und der Bergbaufreiheit. Pfeffer, Halle, 1879
- szerkesztőként: Das Allgemeine Berggesetz für die Preußischen Staaten vom 24. Juni 1865 und die dasselbe ergänzenden und abändernden Reichs- und Landesgesetze. Pfeffer, Halle, 1885
- Bergbau und Bergbaupolitik. Hirschfeld, Leipzig, 1894
- Verfassung des Deutschen Reichs. Mit Einleitung und Kommentar. Guttentag, Berlin, 1895
- Das Reichsbeamtengesetz vom 31. März 1873 in der Fassung der Bekanntmachung vom 18. Mai 1907 und seine Ergänzungen. Guttentag, Berlin, 1908
- Die Verfassung des Deutschen Reichs vom 11. August 1919. Mit Einleitung und Kommentar de Gruyter, Berlin, u. a., 1919
- Die Verfassung des Freistaats Preußen. Vom 30. November 1920. Mit Einleitung, vollständigem Kommentar, Landeswahlgesetz und Sachregister  Verein wissenschaftlicher Verleger, Berlin, u. a., 1921

## Fordítás
- Ez a szócikk részben vagy egészben  a   G. Adolf Arndt című német Wikipédia-szócikk ezen változatának fordításán alapul.  Az eredeti cikk szerkesztőit annak laptörténete sorolja fel. Ez a jelzés csupán a megfogalmazás eredetét és a szerzői jogokat jelzi, nem szolgál a cikkben szereplő információk forrásmegjelöléseként.